# Zippo

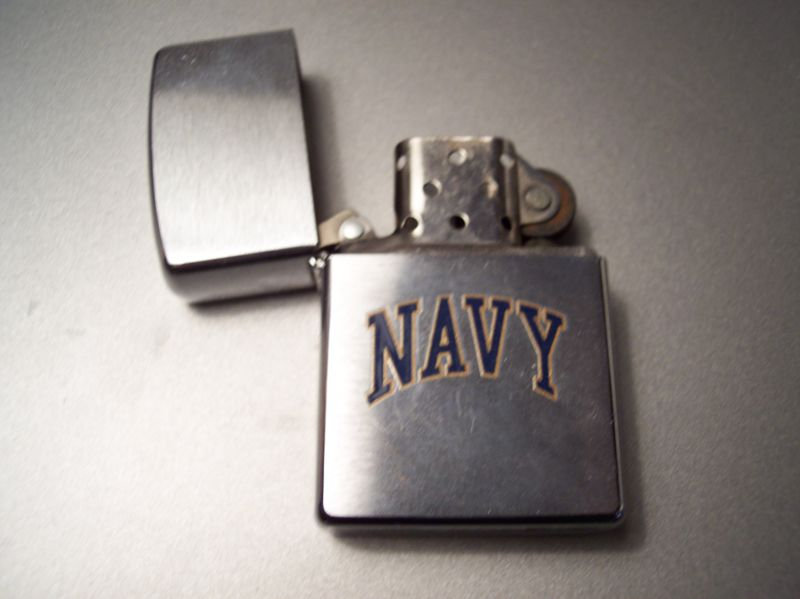
Zapalovač Zippo

Zippo je nejznámější obchodní značka benzínových kovových zapalovačů na světě vyráběných firmou Zippo Manufacturing Company, která poskytuje na svoje výrobky celoživotní záruku. Firma vyrábí zapalovače od roku 1933 v různých sériích a provedeních, díky tomu se těší nemalému zájmu sběratelů.
Zapalovače firmy Zippo Manufacturing Company jsou známé tím, že ani při odhození zapáleného zapalovače na zem jeho plamen neuhasne díky patentované ochraně knotu. Tato vlastnost si získala velkou oblibu a byla využívána i americkými vojáky ve válce ve Vietnamu, kdy byly hořící zapalovače využívány k vypalování vietnamských vesnic.
Do širšího povědomí lidí se ale výrobek firmy dostal již za II. světové války, kdy byl dodáván do armády.

## Historie
Firma byla založena Georgem G. Blaisdellem v roce 1932 ve městě Bradford, Pennsylvania, a první zapalovač vyrobila na začátku roku 1933. Jeho návrh vycházel z rakouského modelu zapalovače, který měl podobný vzhled jako dnešní Zippo. 3. března 1936 získal Blaisdell na svůj výrobek americký patent číslo 2032695.
Od roku 1933 bylo vyrobeno přes 400 000 000 kusů.

## Identifikace data výroby

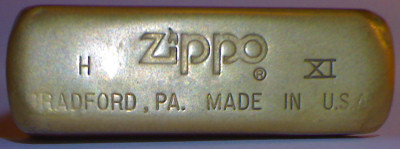
Symboly na spodku zapalovače ukazují, že se jedná o zapalovač vyrobený v srpnu 1995 v USA

Od roku 1958 má každý zapalovač Zippo ve spodní části vyražené dva symboly, které udávají rok a měsíc jeho výroby. Následující tabulka ukazuje jednotlivé symboly v odpovídajících letech. Od roku 1986 písmeno vlevo odpovídá měsíci výroby (A - leden, B - únor atd.).
| Rok výroby | Levá strana    | Pravá strana    |
| 1958       | Patent . . . . | 2517191 . . . . |
| 1959       | . . . .        | . . .           |
| 1960       | . . .          | . . .           |
| 1961       | . . .          | . .             |
| 1962       | . .            | . .             |
| 1963       | . .            | .               |
| 1964       | .              | .               |
| 1965       | .              |                 |
| 1966       | \|             | \|              |
| 1967       | \|             | \|              |
| 1968       | \|             | \|              |
| 1969       | \|             | \|              |
| 1970       | \|             | \|              |
| 1971       | \|             | \|              |
| 1972       | \|             | \|              |
| 1973       | \|             |                 |
| 1974       | ////           | ////            |
| 1975       | ////           | ///             |
| 1976       | ///            | ///             |
| 1977       | ///            | //              |
| 1978       | //             | //              |
| 1979       | /              | //              |
| 1979       | //             | /               |
| 1980       | /              | /               |
| 1981       | /              |                 |
| 1982       | \\\\           | \\\\            |
| 1983       | \\\\           | \\\             |
| 1984       | \\\            | \\\             |
| 1985       | \\\            | \\              |
| 1986       | \\             | \\              |
| 1986       | G až L         | II              |
| 1987       | A až L         | III             |
| 1988       | A až L         | IV              |
| 1989       | A až L         | V               |
| 1990       | A až L         | VI              |
| 1991       | A až L         | VII             |
| 1992       | A až L         | VIII            |
| 1993       | A až L         | IX              |
| 1994       | A až L         | X               |
| 1995       | A až L         | XI              |
| 1996       | A až L         | XII             |
| 1997       | A až L         | XIII            |
| 1998       | A až L         | XIV             |
| 1999       | A až L         | XV              |
| 2000       | A až L         | XVI             |
| 2001       | A až L         | 01              |
| 2002       | A až L         | 02              |
| 2003       | A až L         | 03              |
| 2004       | A až L         | 04              |
| 2005       | A až L         | 05              |
| 2006       | A až L         | 06              |
| 2007       | A až L         | 07              |
| 2008       | A až L         | 08              |
| 2009       | A až L         | 09              |
| 2010       | A až L         | 10              |
| 2011       | A až L         | 11              |